# Montezumia petiolata
Montezumia petiolata är en stekelart som beskrevs av Henri Saussure 1856. Montezumia petiolata ingår i släktet Montezumia och familjen Eumenidae. Inga underarter finns listade i Catalogue of Life.